# 197525 Versteeg
197525 Versteeg è un asteroide della fascia principale. Scoperto nel 2004, presenta un'orbita caratterizzata da un semiasse maggiore pari a 3,0846275 au e da un'eccentricità di 0,1493093, inclinata di 0,61057° rispetto all'eclittica.